# Jerzy Kaźmirkiewicz

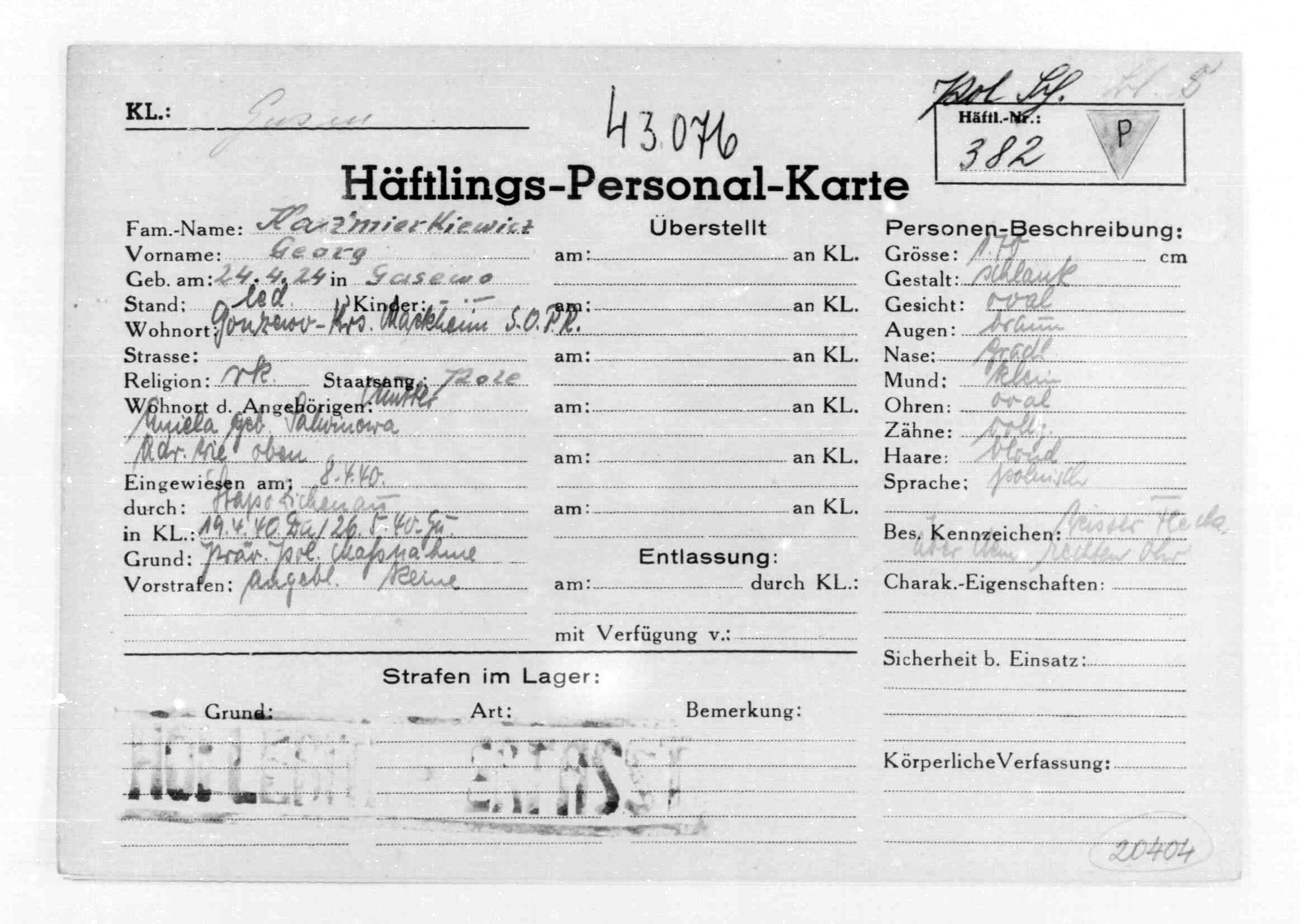
Karta personalna więźnia nr. 382 – Jerzego Kaźmirkiewicza z Mauthausen-Gusen

Jerzy Kaźmirkiewicz (ur. 24 kwietnia 1924, zm. 21 maja 1977) – polski inżynier, docent w Katedrze Technologii Drewna SGGW – Akademii Rolniczej w Warszawie. W czasie drugiej wojny światowej więziony w hitlerowskich obozach koncentracyjnych od października 1939 do maja 1945 (Auschwitz, Dachau i Mauthausen-Gusen). Po zakończeniu wojny ukończył SGGW i rozpoczął karierę akademicką na tamtejszym Wydziale Technologii Drewna.
Wieloletni organizator drużyn harcerskich, założyciel Spółdzielni Mieszkaniowej Oświata, członek ZBoWiD. Został pochowany na Cmentarzu Komunalnym na Powązkach (kwatera C23-6-7).